# Эссинг
Эссинг (нем. Essing) — ярмарочная община в Германии, в Республике Бавария.
Община расположена в правительственном округе Нижняя Бавария в районе Кельхайм и непосредственно подчиняется управлению административного сообщества Ирлерштайн. Население составляет 1004 человека (на 31 декабря 2010 года). Занимает площадь 17,36 км².

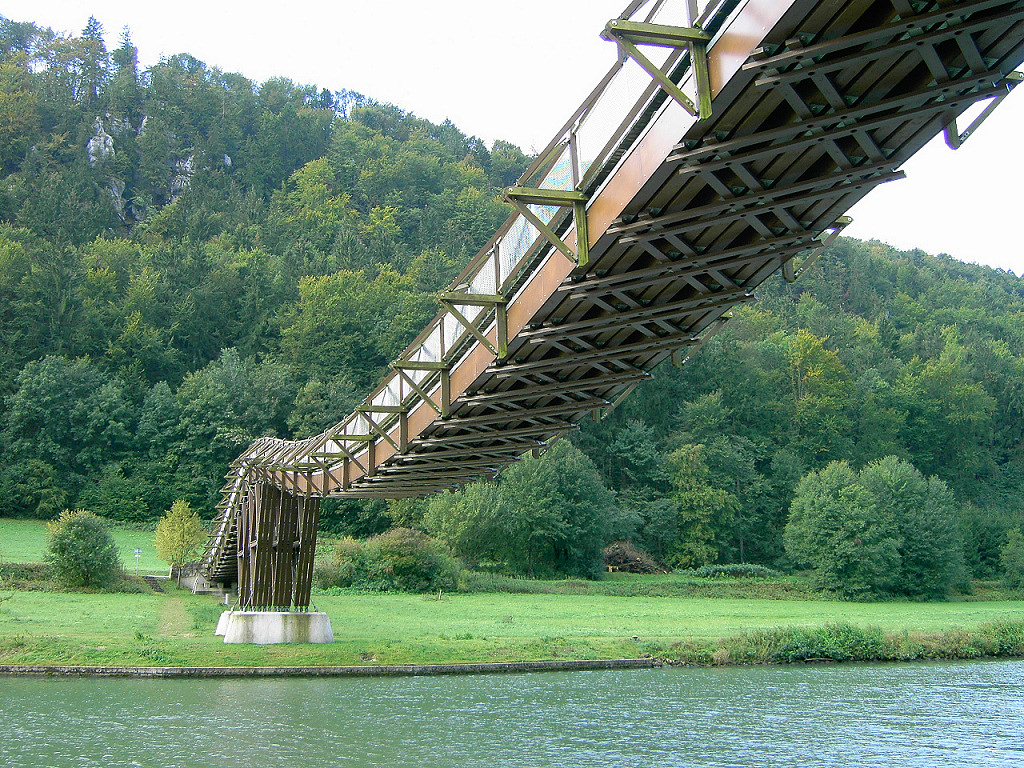
Эссинг

## Население
По оценке на 31 декабря 2015 года население общины Эссинг составляет 1032 чел. 

| Дата      | 1840 | 1871 | 1900 | 1925 | 1939 | 1950 | 1961 | 1970 | 1987 | 2011 |
| --------- | ---- | ---- | ---- | ---- | ---- | ---- | ---- | ---- | ---- | ---- |
| Население | 649  | 623  | 609  | 641  | 816  | 1221 | 964  | 996  | 970  | 970  |

| Год       | 1960 | 1970 | 1980 | 1990 | 2000 | 2009 | 2010 | 2011 | 2012 | 2013 | 2014 | 2015 |
| --------- | ---- | ---- | ---- | ---- | ---- | ---- | ---- | ---- | ---- | ---- | ---- | ---- |
| Население | 982  | 1017 | 970  | 1004 | 1044 | 994  | 1004 | 978  | 971  | 979  | 1002 | 1032 |

## Достопримечательности
- Руины замка Реднек